# Steuerbegünstigte Zwecke
Steuerbegünstigte Zwecke i.S. § 51 AO sind gemeinnützige, mildtätige oder kirchliche Zwecke. Steuerbegünstigt sind daneben auf anderer gesetzlicher Grundlage u. a. Parteien, Berufsverbände und kommunale Wählervereinigungen. Die Vergünstigungen für steuerbegünstigte Körperschaften sind vielfältig. Es gehören dazu im Wesentlichen Steuerbefreiungen bei der Körperschaftsteuer und Gewerbesteuer sowie Ermäßigungen bei der Umsatzsteuer, außerdem die Berücksichtigungsfähigkeit von Zuwendungen (Spenden) an solche Körperschaften bei der Einkommensteuer oder Körperschaftsteuer des Spenders.

## Gemeinnützige Zwecke
Gemeinnützige Zwecke einer Körperschaft werden in Deutschland durch § 52 Abgabenordnung (AO) definiert.

„Eine Körperschaft verfolgt gemeinnützige Zwecke, wenn ihre Tätigkeit darauf gerichtet ist, die Allgemeinheit auf materiellem, geistigem oder sittlichem Gebiet selbstlos zu fördern.“

Der allgemeinen Definition in § 52 Abs. 1 AO folgt in Abs. 2 Satz 1 Nr. 1–25 eine Liste von Tätigkeiten, die als Förderung der Allgemeinheit anzuerkennen sind. Gemäß § 52 Abs. 2 Satz 2 AO können weitere Zwecke durch die Finanzbehörden für gemeinnützig erklärt werden.

## Mildtätige Zwecke
Mildtätige Zwecke einer Körperschaft definieren sich in Deutschland aus § 53 Abgabenordnung (AO).

„Eine Körperschaft verfolgt mildtätige Zwecke, wenn ihre Tätigkeit darauf gerichtet ist, Personen selbstlos zu unterstützen, die infolge ihres körperlichen, geistigen oder seelischen Zustandes auf die Hilfe anderer angewiesen sind oder deren Bezüge nicht höher sind als das Vierfache des Regelsatzes der Sozialhilfe im Sinne des § 28 des Zwölften Buches Sozialgesetzbuch.“

## Kirchliche Zwecke
Kirchliche Zwecke einer Körperschaft definieren sich in Deutschland aus § 54 Abgabenordnung (AO) (s. a. Geistliche Genossenschaft).

„Eine Körperschaft verfolgt kirchliche Zwecke, wenn ihre Tätigkeit darauf gerichtet ist, eine Religionsgemeinschaft, die Körperschaft öffentlichen Rechts ist, selbstlos zu fördern.“

## Extremistische Körperschaften
Steuervergünstigungen setzen gem. § 51 Abs. 3 AO zudem voraus, dass die Körperschaft in dem zu beurteilenden Veranlagungszeitraum nicht nach ihrer Satzung und bei ihrer tatsächlichen Geschäftsführung Bestrebungen im Sinne des § 4 des Bundesverfassungsschutzgesetzes fördert oder dem Gedanken der Völkerverständigung zuwiderhandelt. Bei Körperschaften, die im Verfassungsschutzbericht des Bundes oder eines Landes als extremistische Organisation aufgeführt sind, wird widerleglich vermutet, dass sie keine steuerbegünstigten Zwecke verfolgen.
Hat das Finanzamt die Körperschaft bisher als steuerbegünstigt behandelt und wird später ein Verfassungsschutzbericht veröffentlicht, in dem die Körperschaft als extremistisch aufgeführt wird, kommt gegebenenfalls eine Änderung des Steuerbescheids nach § 173 Abs. 1 Nr. 1 AO wegen neuer Tatsachen oder Beweismittel in Betracht.